# ريكي هندريك
ريكي هندريك (بالإنجليزية: Ricky Hendrick)‏ هو مالك فريق ناسكار ‏ أمريكي، ولد في 2 أبريل 1980 في تشارلوت في الولايات المتحدة، وتوفي في 24 أكتوبر 2004 في مارتينسفيل في الولايات المتحدة.

## وصلات خارجية
- ريكي هندريك على موقع Racing-Reference.info (الإنجليزية)